# Hieracium plumbeum
Hieracium plumbeum là một loài thực vật có hoa trong họ Cúc. Loài này được Blytt & Fr. mô tả khoa học đầu tiên năm 1846.